# 當麻町
當麻町（日语：／ Tōma chō */?）是位於日本北海道上川綜合振興局中部上川盆地的東部的一個町，緊鄰旭川市東部。石狩川流經境內的邊界，其支流牛朱別川也流經町內。東部為大雪山山脈，總面積約65%被森林覆蓋，林業相當發達。當地以農業為主，盛產稻作、西瓜、黃瓜和菊花。當麻町也以北海道的優良米產地聞名，已連續7年獲得北海道農協米對策本部的評鑑第一。這裡也是日本夏季玫瑰大雪薔薇的最北端產地。
町名源自阿伊努語的「to-oma-nay」，意思為進入湖泊的河川，但此名稱的由來不明。

## 歷史
- 1893年：來自廣島縣和山口縣的400戶屯田兵進入此地進行開墾。[5]
- 1900年6月7日：從永山村（現以併入旭川市）分村，成立當麻村。[6]
- 1906年4月1日：成為北海道二級村。
- 1919年4月1日：成為北海道一級村。
- 1958年4月1日：改制為當麻町。

## 交通

### 機場
- 旭川機場（位於東神樂町）

### 鐵路
- 北海道旅客鐵道
  - 石北本線：當麻車站 - 將軍山車站 - 伊香牛車站
  - 宗谷本線：通過轄區，但於轄區內無設置車站。

### 道路
| 一般國道 - 國道39號 主要道道 - 北海道道140號愛別當麻旭川線 | 道道 - 北海道道332號當麻停車場線 - 北海道道486號豐田當麻線 - 北海道道1122號當麻比布線 - 北海道道1134號當麻上川線 |

## 觀光景點
- 當麻鍾乳洞（北海道指定天然記念物）

## 教育

### 中學校
- 當麻町立當麻中學校

### 小學校
| - 當麻町立當麻小學校 - 當麻町立宇園別小學校 | - 當麻町立開明小學校 |

## 姊妹市・友好都市

### 日本
- 當麻町（奈良縣北葛城郡）：現已併入葛城市

## 外部連結
- （日語）當麻町觀光協會 （页面存档备份，存于）
- （日語）當麻町商工會